# Санкт-Петербург-Сортировочный-Московский (локомотивное депо)
Локомотивное депо Санкт-Петербург-Сортировочный-Московский (ТЧ-7) — основное локомотивное депо по обслуживанию маневровых и магистральных тепловозов Санкт-Петербургского железнодорожного узла.
Также является одним из немногих российских локомотивных депо, где ещё эксплуатируются паровозы. По своему функциональному назначению является ремонтным депо. Здесь проходят техническое обслуживание тепловозы, эксплуатирующиеся в ТЧ-12.

## История
Депо основано в 1907 г. на станции Санкт-Петербург-сортировочный как оборотное депо, чтобы грузовые паровозы не ходили с сортировочной станции в основное депо С.-Петербург (нынешнее депо С.-Петербург-пассажирский-Московский).

В 1912 г. депо получает статус основного.

В 1930-е годы в связи с приходом паровозов ФД один из двух 25-метровых поворотных кругов был заменён 30-метровым.

В годы блокады депо Ленинград-сортировочный-Московский совместно с депо Ленинград-Финляндский обеспечивает перевозки на участке «Дороги жизни» Ленинград — Ладожское Озеро, а после прорыва блокады в 1943 г. — на временной железной дороге Шлиссельбург — Поляны («Дорога победы»). В апреле 1943 г. в депо образована 48-я паровозная колонна особого резерва НКПС. 

С 1957 г. в парке депо тепловозы.
В 1960 г. в парке депо появляются электровозы, депо из паровозного переименовывается в локомотивное. При этом в депо продолжается подъемочный ремонт паровозов.

В 1968 г. депо значительно реконструировано. Построен новый ПТОЛ. Стойла так называемого московского веера удлинены для электровозов ВЛ8, хотя электровозы ВЛ8 в парке депо так и не появились. Паровозный цех на ленинградском веере был ликвидирован, там разместился тепловозный цех, занимавший до этого половину московского веера. Электровозный цех занял весь московский веер
В 1996 г. локомотивное депо Ленинград-сортировочный-Московский переименовано в Санкт-Петербург-сортировочный-Московский.

В 2002 г. участок по ремонту электровозов ликвидирован, электровозный парк передан в депо Волховстрой.
В 2007 г. цех эксплуатации был выделен из состава депо и объединён с цехом эксплуатации Санкт-Петербург-Финляндский в эксплуатационное депо Санкт-Петербург-Финляндский. Локомотивное депо Санкт-Петербург-сортировочный-Московский стало называться ремонтным локомотивным депо (телеграфный шифр ТЧР-7). Приписка локомотивов была передана от депо Санкт-Петербург-сортировочный-Московский эксплуатационному депо Санкт-Петербург-Финляндский.
В 2010 г. выведено из состава Октябрьской ж.д. и включено в структуру Дирекции по ремонту тягового подвижного состава.

С июля 2014 г. большая часть депо выведена из состава Дирекции по ремонту тягового подвижного состава и включена в структуру сервисной компании ООО «ТМХ-Сервис» как сервисное локомотивное депо Санкт-Петербург-сортировочный-Московский (сокращённое обозначение СЛД-03). В ремонтном локомотивном депо Санкт-Петербург-сортировочный-Московский остаются только участки по обслуживанию АЛСН и радиосвязи и по ремонту и метрологическому обслуживанию приборов безопасности.
1 декабря 2015 г. ремонтное депо С.-Петербург-сортировочный-Московский (ТЧР-7) объединено с ремонтным локомотивным депо С.-Петербург (ТЧР-2) в производственный участок Санкт-Петербург Октябрьской дирекции по ремонту тягового подвижного состава (ТРПУ-2).
1 июля 2017 г. сервисное локомотивное депо Санкт-Петербург-сортировочный-Московский передано из сервисной компании ООО «ТМХ-Сервис» в сервисную компанию «Милорем-Сервис» как обособленное подразделение Санкт-Петербург-сортировочный-Московский. Пункт технического осмотра локомотивов (ПТОЛ) Санкт-Петербург-сортировочный-Московский при этом включается в состав сервисного локомотивного депо Волхов.

## Подвижной состав
С 1912 года — паровозы О разных индексов.

В 1915 году прибыли паровозы Щ, эвакуированные с Привислинских ж.д.

В 1930-е годы — паровозы Э разных индексов.

С 1940 года — паровозы ФД; в 1941 году эвакуированы в депо Верещагино Пермской железной дороги. Больше паровозы ФД в депо не вернулись.

С 1947 года — паровозы СО

С 1957 года — тепловозы ТЭМ1 и ТЭ3.

В 1960—1962 годах — электровозы ВЛ22м

В 1962—1998 годах — электровозы ВЛ23

В 1987—1990 годах часть электровозов ВЛ23 переделана в 2ВЛ23

С 1975 года — тепловозы М62

С 1986 года — тепловозы ЧМЭ3т

С 1990 года — электровозы ВЛ11

С 1991 года — электровозы ВЛ11м

С 1994 года — электровозы ВЛ10 и тепловозы ТЭМ7А

В 2001 году электровозы ВЛ11 и ВЛ11м переданы на Северную ж.д.

В 2004 году электровозы ВЛ10 переданы в депо Волховстрой. Участок по ремонту электровозов ликвидирован.